# Janusz Turowski
Janusz Turowski  (Bydgoszcz, 7 de febrero de 1961), Polonia (hoy Ucrania). Es un jugador retirado y entrenador de fútbol polaco. En la Liga Polaca, jugó un total de 128 partidos y anotó 28 goles.  

## Biografía
De 1940 a 1946 estuvo deportado por los soviéticos a Siberia. 
Se gradúa en la Universidad Tecnológica de Lozd-TUL con: MSc en Ingeniería Eléctrica en 1951, PhD en 1958, DSc 1963. Fue Asistente Profesor en 1964, Profesor en 1971 y profesor titular desde 1978 en Máquinas Eléctricas y Electromagnetismo Aplicado. Fue Vice-Decedecano de 1964 a 1969, Vicerrector de Cooperación Internacional de 1990 a 1996 y Director del Instituto de Máquinas Eléctricas y Transformadores de 1973 a 1992. 
Se retira en 2003 de sus cátedras, siendo "Doctor Honoris Causa" por la Universidad de Pavía, Italia, 1998.
Actualmente, es director de la Facultad de Ingeniería Eléctrica en la Universidad privada WSHE de Lodz en Polonia, y coopera en proyectos y actividades de investigación en el campo de Transformadores de Potencia con el Profesor Xose M. López-Fernández de la Universidad de Vigo.